# 케빈 레이놀즈 (영화 감독)
케빈 레이놀즈(Kevin Reynolds, 1952년 1월 17일 ~ )는 미국의 영화 감독이다.

## 작품 목록

### 감독
- 판당고
- 비스트(The Beast)
- 로빈 후드: 도둑들의 왕자
- 라파 누이(Rapa Nui)
- 워터월드
- 187
- 몬테 크리스토
- 트리스탄과 이졸데
- 부활

### 각본
- 레드 던
- 판당고
- 라파 누이(Rapa Nui)
- 부활